# لاكلان إلمر
لاكلان إلمر (بالإنجليزية: Lachlan Elmer)‏ هو لاعب هوكي الحقل أسترالي، ولد في 7 يونيو 1969 في ملبورن في أستراليا.

## وصلات خارجية
- لاكلان إلمر على موقع الاتحاد الدولي للهوكي (الإنجليزية)
- لاكلان إلمر على موقع اللجنة الأولمبية الدولية (الإنجليزية)
- لاكلان إلمر على موقع أوليمبيديا (الإنجليزية)
- لاكلان إلمر على موقع اللجنة الأولمبية الأسترالية (الإنجليزية)